# Michele Merlo
Michele Merlo (* 7. August 1984 in Casaleone) ist ein ehemaliger italienischer Radrennfahrer.
2008 gewann Michele Merlo die italienischen Eintagesrennen Coppa San Geo und Trofeo Papà Cervi, im Jahr darauf eine Etappe der Tour of Britain. 2010 startete er beim Giro d’Italia, konnte die Rundfahrt aber nicht beenden. 2013 entschied er jeweils eine Etappe der Vuelta al Táchira und der Tour de Kumano für sich. Am Ende der Saison beendete er seine aktive Radsportlaufbahn.

## Erfolge
2008
- Coppa San Geo

2009
- eine Etappe Tour of Britain

2013
- eine Etappe Vuelta al Táchira
- eine Etappe Tour de Kumano

## Teams
- 2009 Barloworld
- 2010 Footon-Servetto
- 2011 De Rosa-Ceramica Flaminia
- 2012 Team WIT
- 2013 Vini Fantini-Selle Italia